# Ганешин, Фёдор Алексеевич
Фёдор Алексеевич Ганешин (18 июля 1875, Москва — 30 ноября 1957, Москва) — русский и советский архитектор.

## Биография

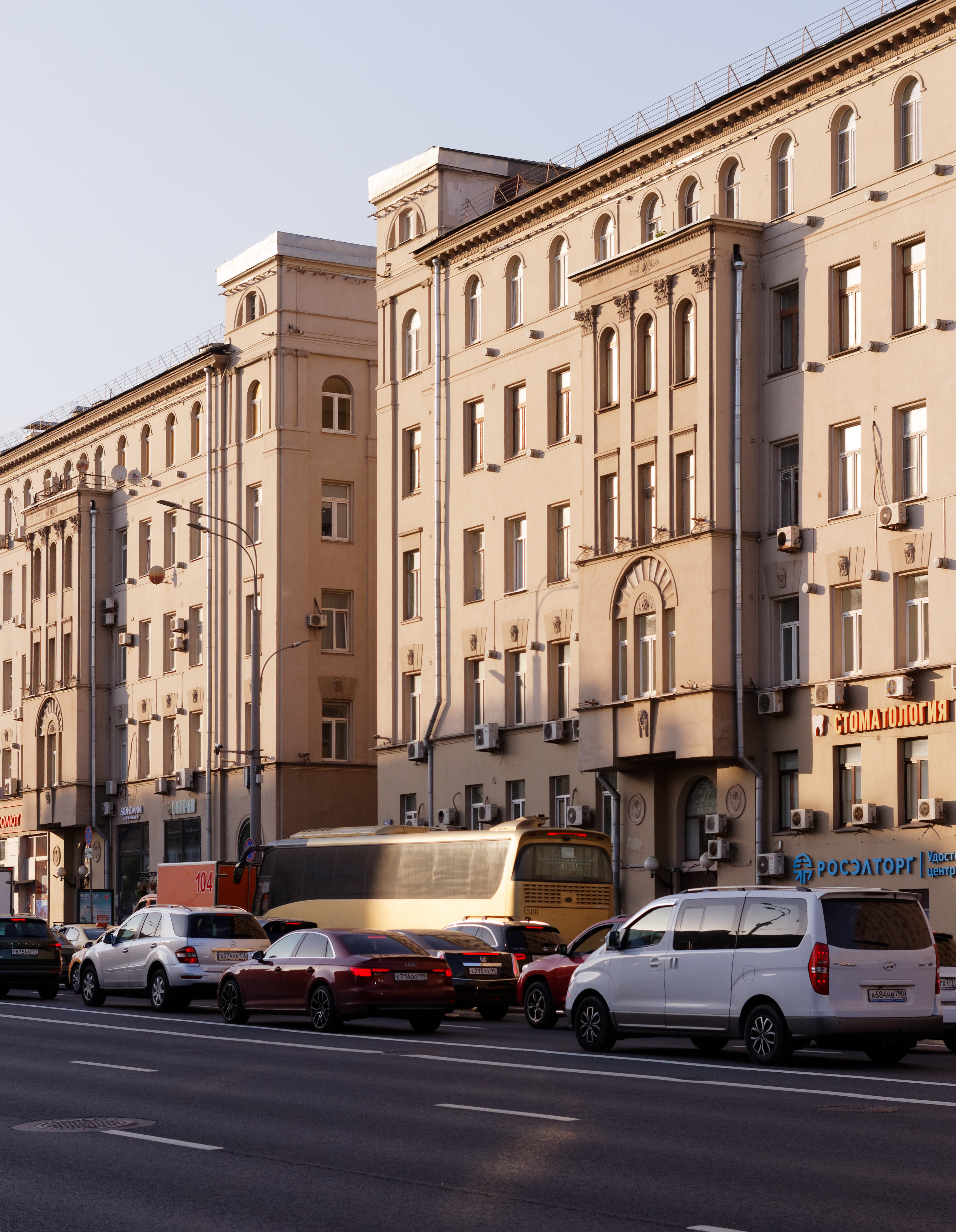
Садовая-Черногрязская улица, 3

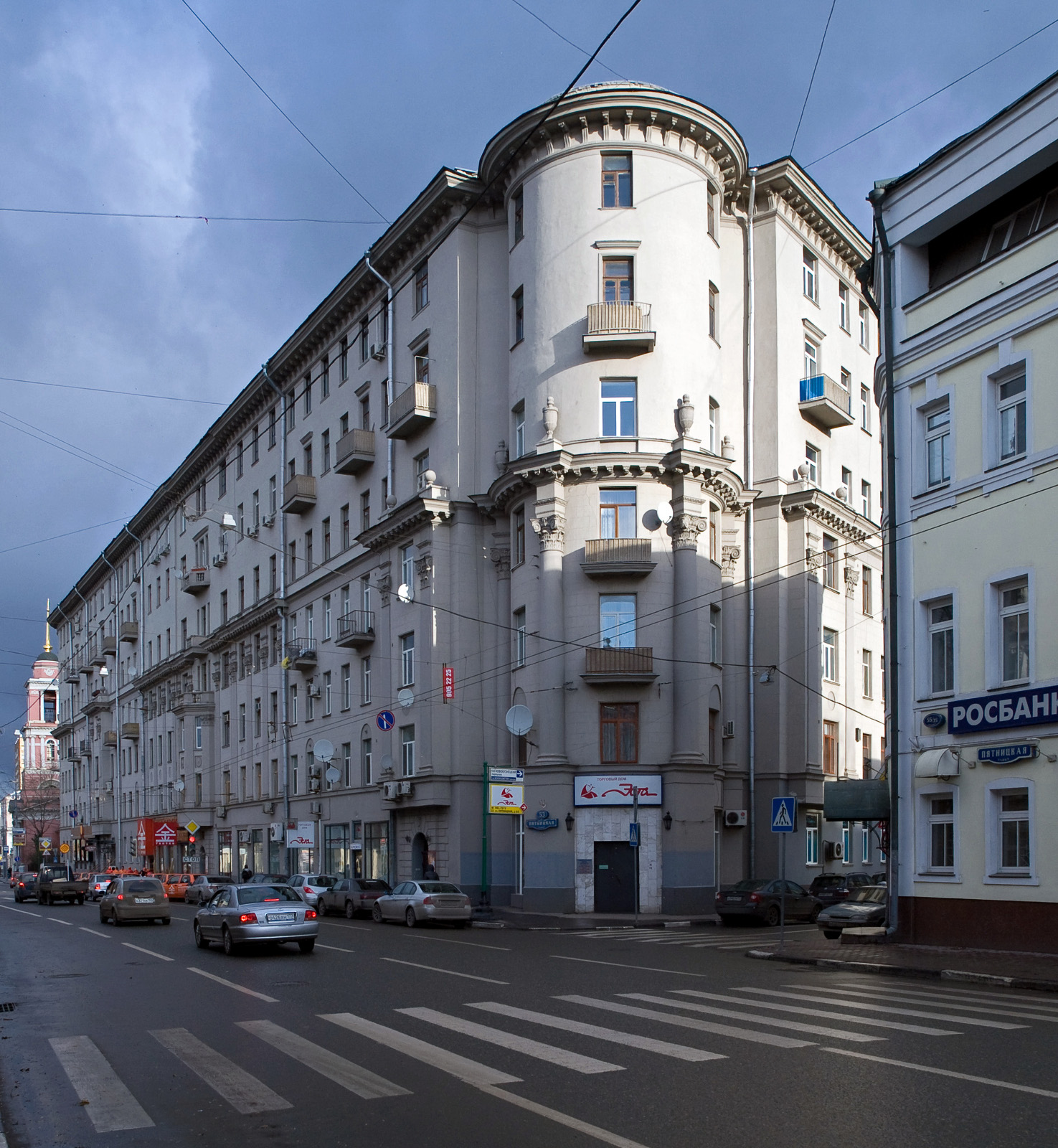
Пятницкая улица, 53

Родился 18 июля 1875 года в Москве. В 1899 году окончил Московское училище живописи, ваяния и зодчества со званием классного художника-архитектора.
С 1899 года работал помощником архитектора на строительстве Николаевских казарм на Ходынском поле. С 1905 по 1910 год работал архитектором в Московском попечительном о бедных комитете. Также работал архитектором в фирмах М. С. Кузнецова, Листа, Хлудовых. Занимался частной практикой. В 1911 году вступил в Московское архитектурное общество. В 1936 году вступил в Союз архитекторов СССР.
В начале XX века жил в собственном доме в 1-м Неопалимовском переулке, 14, с 1915 года — Мансуровском переулке, 10, с 1916 года — на Лужнецкой улице, 5. После революции жил на Плющихе, 19 (1920-е — начало 1930-х) и в 1-м переулке Тружеников, 12 (конец 1930-х — 1950-е).
Умер 30 ноября 1957 года.

## Работы
- Доходный дом на Садовой-Каретной улице, 1 (1901, снесён)[1]
- Доходный дом на Садовой-Черногрязской улице, 3 (1911)[1]
- Доходный дом в Звонарском переулке, 5 (1914)[1]
- Доходный дом на Пятницкой улице, 53 (1914—1915, надстроен в 1940)[1]
- Торговые и промышленные сооружения[1]
- Перестройка дома 1-м Неопалимовском переулке, 17 (1908)[1]
- Конкурсный проект здания университета имени Шанявского (1910—1911)[1]
- Реконструкция 1-й и 5-й городских больниц (1920-е)[1]
- Психиатрическая амбулатория (1920-е)[1]